# کارائیب مشترک‌المنافع
 واژه کارائیب همسود (Commonwealth Caribbean) یا آنگلو-کارائیب برای اشاره به کشورهای مستقل انگلیسی در منطقه کارائیب استفاده می‌شود. به دنبال استقلال کامل کشورهای این منطقه از انگلستان، آنگلو کارائیب یا Commonwealth Caribbean به طور سنتی به عنوان جایگزین برای منطقه تارخی هند غربی بریتانیا تبدیل شده‌است.

## مناطق
کشورهای مستقل جزیره ای که به عنوان کشورهای مشترک‌المنافع کارائیب شناخته می شوند عبارتند از:
- پیوند=|حاشیه  آنتیگوآ و باربودا
- پیوند=|حاشیه  باهاما
- پیوند=|حاشیه  باربادوس
- پیوند=|حاشیه  دومینیکا
- پیوند=|حاشیه  گرنادا
- پیوند=|حاشیه  جامائیکا
- پیوند=|حاشیه  سنت کیتس و نویس
- پیوند=|حاشیه  سنت لوسیا
- پیوند=|حاشیه  سنت وینسنت و گرنادین‌ها
- پیوند=|حاشیه  ترینیداد و توباگو

همچنین کارائیب مشترک‌المنافع یا همسود همچنین به کشورهای مستقل انگلیسی زبان معروف به " سرزمین اصلی کارائیب " اشاره دارد. این کشورها شامل این موارد می‌شوند:
- پیوند=|حاشیه  بلیز، زمانی که به عنوان هندوراس بریتانیایی شناخته می‌شود.
- پیوند=|حاشیه  گویان

گاهی اوقات، این اصطلاح شامل قلمرو خارج از کشور انگلستان هم می‌شود ولی آنها معمولاً به عنوان «هند غربی بریتانیا» نامیده می‌شوند، و عبارتند از:
- پیوند=|حاشیه  آنگویلا
- پیوند=|حاشیه  برمودا (گاهی اوقات کارائیب به دلیل موقعیت جغرافیایی آن در اقیانوس اطلس شمالی نیست)
- پیوند=|حاشیه  جزایر ویرجین انگلستان
- پیوند=|حاشیه  جزایر کیمن
- پیوند=|حاشیه  مونتسرات
- پیوند=|حاشیه  جزایر تورکس و کایکوس

بین سالهای ۱۹۵۸ و ۱۹۶۲، فدراسیونی بین چندین کشور انگلیس در کشورهای کارائیب وجود داشت که فدراسیون هند غربی نام داشت.

## یادداشت
1. ↑  Staff writer (1989). "The Commonwealth Caribbean". Library of Congress, USA. Retrieved 31 August 2010. {{cite web}}: Cite has empty unknown parameters: |trans_title=، |month= و |separator= (help)